# 68. Oscar-gála
A 68. Oscar-gálát 1996. március 25-én tartották a Dorothy Chandler Pavilionban Los Angelesben. A ceremóniamester Whoopi Goldberg volt. A ceremóniát világszerte 55,87 millióan követték, így csak az 1998-as Oscar-átadó előzi meg nézettségben.
A rettenthetetlen lett a legjobb film, 5 Oscar-díjával.

## Győztesek és jelöltek

### Filmek
Legjobb film
- Apolló 13 – Brian Grazer, producer
- Babe – George Miller, Doug Mitchell és Bill Miller, producerek
- Értelem és érzelem – Lindsay Doran, producer
- Neruda postása – Mario Cecchi Gori, Vittorio Cecchi Gori és Gaetano Daniele, producerek
- A rettenthetetlen – Mel Gibson, Alan Ladd, Jr. és Bruce Davey, producerek

Dokumentumfilm
- Anne Frank Remembered – Jon Blair
- The Battle over Citizen Kane – Thomas Lennon, Michael Epstein
- Fiddlefest–Roberta Tzavaras és Her East Harlem Violin Program – Allan Miller, Walter Scheuer
- Hank Aaron: Chasing the Dream – Mike Tollin, Fredric Golding
- Troublesome Creek: A Midwestern – Jeanne Jordan, Steven Ascher

Rövid dokumentumfilm
- Jim Dine: A Self-Portrait on the Walls – Nancy Dine, Richard Stilwell
- The Living Sea – Greg MacGillivray, Alec Lorimore
- Never Give Up: The 20th Century Odyssey of Herbert Zipper – Terry Sanders, Freida Lee Mock
- One Survivor Remembers – Kary Antholis
- The Shadow of Hate – Charles Guggenheim

Idegen nyelvű film
- Antonia – Hollandia
- Csillagok embere – Olaszország
- Poussières de vie – Algéria
- O Quatrilho – Brazília
- Vágy és virágzás – Svédország

Legjobb animációs rövidfilm
- The Chicken from Outer Space – John R. Dilworth
- A Close Shave – Nick Park
- the end – Chris Landreth, Robin Bargar
- Gagarin – Alexij Kharitidi
- Runaway Brain – Chris Bailey

Rövidfilm
- Brooms – Luke Cresswell, Steve McNicholas
- Duke of Groove – Griffin Dunne, Thom Colwell
- Lieberman in Love – Christine Lahti, Jana Sue Memel
- Little Surprises – Jeff Goldblum, Tikki Goldberg
- Tuesday Morning Ride – Dianne Houston, Joy Ryan

### Színészet
Legjobb férfi főszereplő
- Nicolas Cage – Las Vegas, végállomás {"Ben Sanderson"}
- Richard Dreyfuss – Csendszimfónia {"Glenn Holland"}
- Anthony Hopkins – Nixon {"Richard Nixon"}
- Sean Penn – Ments meg, Uram! {"Matthew Poncelet"}
- Massimo Troisi – Neruda postása {"Mario"}

Legjobb férfi mellékszereplő
- James Cromwell – Babe {"Hoggett gazda"}
- Ed Harris – Apolló 13 {"Gene Kranz"}
- Brad Pitt – 12 majom {"Jeffrey Goines"}
- Tim Roth – Rob Roy {"Archibald Cunningham"}
- Kevin Spacey – Közönséges bűnözők {"Roger 'Verbal' Kint"}

Legjobb női főszereplő
- Susan Sarandon – Ments meg, Uram! {"Helen Prejean nővér"}
- Elisabeth Shue – Las Vegas, végállomás {"Sera"}
- Sharon Stone – Casino {"Ginger McKenna"}
- Meryl Streep – A szív hídjai {"Francesca Johnson"}
- Emma Thompson – Értelem és érzelem {"Elinor Dashwood"}

Legjobb női mellékszereplő
- Joan Allen – Nixon {"Pat Nixon"}
- Kathleen Quinlan – Apolló 13 {"Marilyn Lovell"}
- Mira Sorvino – Hatalmas Aphrodité {"Linda"}
- Mare Winningham – Georgia {"Georgia"}
- Kate Winslet – Értelem és érzelem {"Marianne Dashwood"}

### Alkotók
Rendező
- Babe – Chris Noonan
- Las Vegas, végállomás – Mike Figgis
- Ments meg, Uram! – Tim Robbins
- Neruda postása – Michael Radford
- A rettenthetetlen – Mel Gibson

Legjobb adaptált forgatókönyv
- Apolló 13 – William Broyles Jr., Al Reinert
- Babe – George Miller, Chris Noonan
- Értelem és érzelem – Emma Thompson
- Las Vegas, végállomás – Mike Figgis
- Neruda postása – Anna Pavignano, Michael Radford, Furio Scarpelli, Giacomo Scarpelli, Massimo Troisi

Legjobb eredeti forgatókönyv
- A rettenthetetlen – Randall Wallace
- Hatalmas Aphrodité – Woody Allen
- Közönséges bűnözők – Christopher McQuarrie
- Nixon – Stephen J. Rivele, Christopher Wilkinson, Oliver Stone
- Toy Story – Játékháború – forgatókönyv: Joss Whedon, Andrew Stanton, Joel Cohen, Alec Sokolow; történet: John Lasseter, Peter Docter, Andrew Stanton, Joe Ranft

Smink
- Az én családom – Ken Diaz, Mark Sanchez
- A rettenthetetlen – Peter Frampton, Paul Pattison, Lois Burwell
- Szobatársak – Greg Cannom, Bob Laden, Colleen Callaghan

Eredeti drámai filmzene
- Neruda postása – Luis Enrique Bacalov
- Apolló 13 – James Horner
- Értelem és érzelem – Patrick Doyle
- Nixon – John Williams
- A rettenthetetlen – James Horner

Eredeti musical- vagy vígjátékfilmzene
- Pocahontas – zene Alan Menken; dalszöveg Stephen Schwartz; karmester Alan Menken
- Álmok hősei – Thomas Newman
- Sabrina – John Williams
- Szerelem a Fehér Házban – Marc Shaiman
- Toy Story – Játékháború – Randy Newman

Zene (dal)
- Don Juan de Marco ("Have You Ever Really Loved a Woman") – Michael Kamen, Bryan Adams és Robert John Lange
- Ments meg, Uram! ("Dead Man Walkin'") – Bruce Springsteen
- Pocahontas ("Colors of the Wind") – zene Alan Menken; dalszöveg Stephen Schwartz
- Sabrina ("Moonlight") – zene John Williams; dalszöveg Alan Bergman és Marilyn Bergman
- Toy Story – Játékháború ("You've Got a Friend in Me") – Randy Newman

Látványtervező
- III. Richárd – Tony Burrough
- Apolló 13 – látványtervező: Michael Corenblith; díszlettervező: Merideth Boswell
- Babe – látványtervező: Roger Ford; díszlettervező: Kerrie Brown
- A kis hercegnő – látványtervező: Bo Welch; díszlettervező: Cheryl Carasik
- Változások kora – Eugenio Zanetti

Operatőr
- Értelem és érzelem – Michael Coulter
- A kis hercegnő – Emmanuel Lubezki
- Mindörökké Batman – Stephen Goldblatt
- A rettenthetetlen – John Toll
- A sanghaji maffia – Lu Yue

Jelmeztervező
- III. Richárd – Shuna Harwood
- 12 majom – Julie Weiss
- Értelem és érzelem – Jenny Beavan, John Bright
- A rettenthetetlen – Charles Knode
- Változások kora – James Acheson

Vágó
- Apolló 13 – Mike Hill, Dan Hanley
- Babe – Marcus D'Arcy, Jay Friedkin
- Hetedik – Richard Francis-Bruce
- A rettenthetetlen – Steven Rosenblum
- Az utolsó esély – Chris Lebenzon

Hang
- Apolló 13 – Rick Dior, Steve Pederson, Scott Millan, David MacMillan
- Mindörökké Batman – Donald O. Mitchell, Frank A. Montaño, Michael Herbick, Petur Hliddal
- A rettenthetetlen – Andy Nelson, Scott Millan, Anna Behlmer, Brian Simmons
- Az utolsó esély – Kevin O'Connell, Rick Kline, Gregory H. Watkins, William B. Kaplan
- Waterworld – Steve Maslow, Gregg Landaker, Keith A. Wester

Hangvágás
- Mindörökké Batman – John Leveque, Bruce Stambler
- A rettenthetetlen – Lon Bender, Per Hallberg
- Az utolsó esély – George Watters II

Vizuális effektek
- Apolló 13 – Robert Legato, Michael Kanfer, Leslie Ekker, Matt Sweeney
- Babe – Scott E. Anderson, Charles Gibson, Neal Scanlan, John Cox

Életműdíj
- Kirk Douglasnek azért, mert 50 éven keresztül kreatív és morális erőként működött a filmes világban.
- Chuck Jones-nak, akinek klasszikus rajzfilmjei világszerte vidámságot loptak a szívekbe több mint fél évszázadon keresztül.

### In Memoriam
Az Akadémia néhány percet szán arra, hogy emlékezzen a mozivilág előző évi halottaira: Ginger Rogers, Miklos Rozsa zeneszerző, Maxine Andrews, Michael V. Gazzo, Dean Martin, Viveca Lindfors, Martin Balsam, Fritz Freleng rajzoló, Burl Ives, Butterfly McQueen, Dorothy Jenkins jelmeztervező, Nancy Kelly, Lana Turner, Elisha Cook Jr., Ida Lupino, Harry Horner látványtervező, Terry Southern író, Haing S. Ngor, Michael Hordern, Don Simpson producer, Ross Hunter producer, Frank Perry rendező, Alexander Godunov, Louis Malle rendező, Howard Koch író-rendező és George Burns.